# Tímulos
Tímulos es un despoblado español del municipio de Toro, perteneciente a la provincia de Zamora, en la comunidad autónoma de Castilla y León.

## Toponimia
El lugar puede aparecer referido como «Tímulos» y «Témulos».

## Historia
El lugar se habría despoblado hacia el año 1600. Aparece descrito en el decimocuarto volumen del Diccionario geográfico-estadístico-histórico de España y sus posesiones de Ultramar de Pascual Madoz con las siguientes palabras:

TIMULOS: desp. en la prov. de Zamora, part. jud. de Toro: se descubren sus ruinas en una hermosa llanura camino de Villafranca y sobre la ribera meriodiodal del caudaloso Duero: su terreno es de muy buena calidad, y produce escelente vino. El ant. pueblo se llamó Temulos: en el año 1552 contaba 35 vec., y aun posteriormente tuvo algunos: su despoblacion se cree originada por la peste que afligio al part. el año 1600. De la igl. se conserva aun memoria, tanto por un beneficio, cuanto por una ermita en que se celebra los dias festivos desde San Juan hasta primeros de noviembre. Segun las proporciones que goza este sitio de salubridad, aguas potables y montes inmediatos, parece seria útil y fácil su repoblacion.
(Madoz, 1849, p. 760)